# 漠南蒙古
漠南蒙古，是現代中文語境对明末居住于大漠（戈壁沙漠）以南的蒙古族諸部的称谓，其居住地域大概为今内蒙古自治区（不包括北部的呼伦贝尔及西套蒙古）。金末至13世紀中葉，长城以南的漠南地区仍為漢族聚居地，元朝初年才成为蒙古族聚居地。元末民變和明朝建立後，元顺帝率残余势力退至塞外，史称北元。北元随后瓦解并分裂成许多部落。明朝将蒙古本部称为“鞑靼”，这其中在戈壁以南游牧的部落和兀良哈三卫混杂，随后演化为明末的漠南蒙古各部，诸部虽名义上奉末代蒙古大汗林丹汗所在的察哈尔为共主，实则割据一方、互相攻伐。
後金興起时即征服察哈尔，林丹汗在溃逃青海途中亡故，其子额哲于1635年向皇太极投降，并献出宝玺，戈壁以南諸部也被後金（后为清朝）吞并，成为其「内札萨克」。此稱謂在《理藩院則例》等清朝官书中使用直至清末，与喀尔喀蒙古（漠北蒙古）相对。之后逐渐构成了中国蒙古族和中华人民共和国内蒙古自治区的主体。

## 两翼蒙古
自达延汗将蒙古本部分为六万户后，随着博迪阿拉克汗时期兀良哈万户的覆灭及土默特万户俺答汗的兴起，东蒙古各部逐渐分散，除外喀尔喀七部留居漠北之外，漠南蒙古分左右两翼，因蒙古人视角「坐北朝南」，故东为左翼、西为右翼。
左翼由蒙古大汗统领，包括察哈尔诸部、内喀尔喀五部（后与兀良哈三卫融合）、科尔沁诸部；还有合撒儿后裔的茂明安部、乌喇特部；成吉思汗幼弟斡赤斤后裔的四子部、翁牛特部；别勒古台后裔的阿巴哈纳尔等部。
右翼在顺义王俺答汗一系的支配下相对独立，并繁衍出许多支系，鄂尔多斯与土默特诸部形成两个稳定的部落集团。永谢布万户的各部以喀喇沁、永谢布、阿苏特各部最强，逐渐自立。

### 阿嚕蒙古
此时文献中将大兴安岭以西的一部分漠南蒙古部众称为阿嚕蒙古或阿禄部。“阿嚕（嚕或寫為魯）”即蒙古语的“後边”之意，指山阴。“阿嚕蒙古”狭义上只指成吉思汗三个弟弟哈萨儿、別里古台和哈赤温三人的后裔部众茂明安、阿鲁科尔沁、乌拉特、四子部、阿巴噶、阿巴哈纳尔、伊苏特、翁牛特、喀喇车里克九部。清初时用“阿鲁”来称呼游牧于大兴安岭以西的漠南蒙古部族，与清代中晚期外蒙古的蒙古语名称相同但指代不同。

## 关联条目

### 明代蒙古各部
- 韃靼（蒙古本部）
- 瓦剌（四衛拉特）
- 兀良哈三衛

### 明末清初蒙古各部
- 漠南蒙古
- 喀尔喀蒙古（漠北蒙古）
- 厄鲁特蒙古（漠西蒙古）

### 清代蒙古
- 内扎萨克蒙古
- 内属蒙古
- 外扎萨克蒙古

### 清末以来的中国蒙古族
- 内蒙古
- 南蒙古（非正式称谓）
- 东蒙古（非正式称谓）